# Gutenstetten
Gutenstetten település Németországban, azon belül Bajorországban. Lakosainak száma 1325 fő (2023. december 31.).

## Népesség
A település népessége az elmúlt években az alábbi módon változott:
| Lakosok száma | 523  | 685  | 1073 | 1070 | 1282 | 1309 | 1281 | 1276 | 1291 | 1325 |
|               | 1875 | 1950 | 1975 | 1987 | 2012 | 2014 | 2016 | 2017 | 2021 | 2023 |